# Odznaka Honorowa Niemieckiego Czerwonego Krzyża
Odznaka Honorowa Niemieckiego Czerwonego Krzyża (niem. Ehrenzeichen des Deutschen Roten Kreuzes lub DRK-Ehrenzeichen) – odznaczenie Niemieckiego Czerwonego Krzyża ustanowione w 1922 roku.

## Podział na klasy

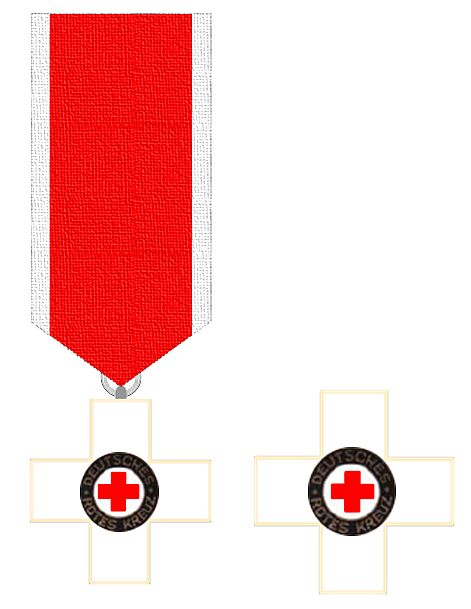
Lata 1922–1934

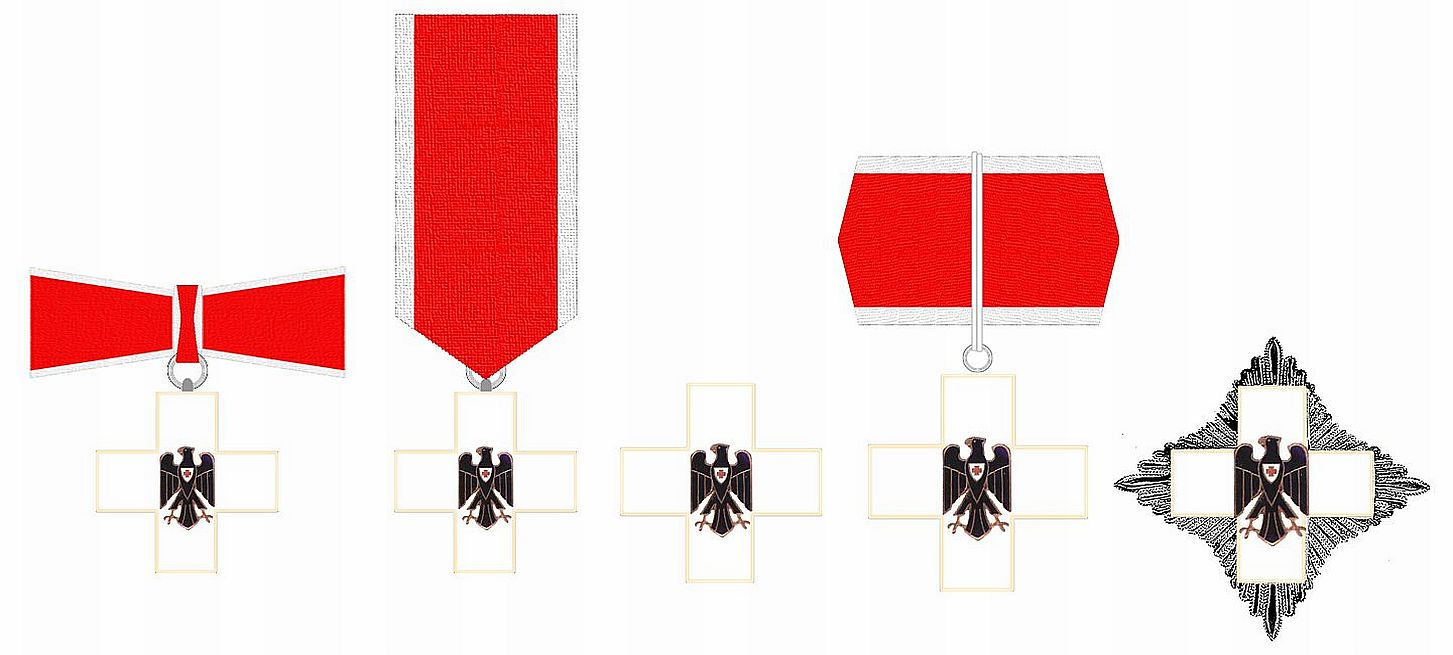
Lata 1934–1937

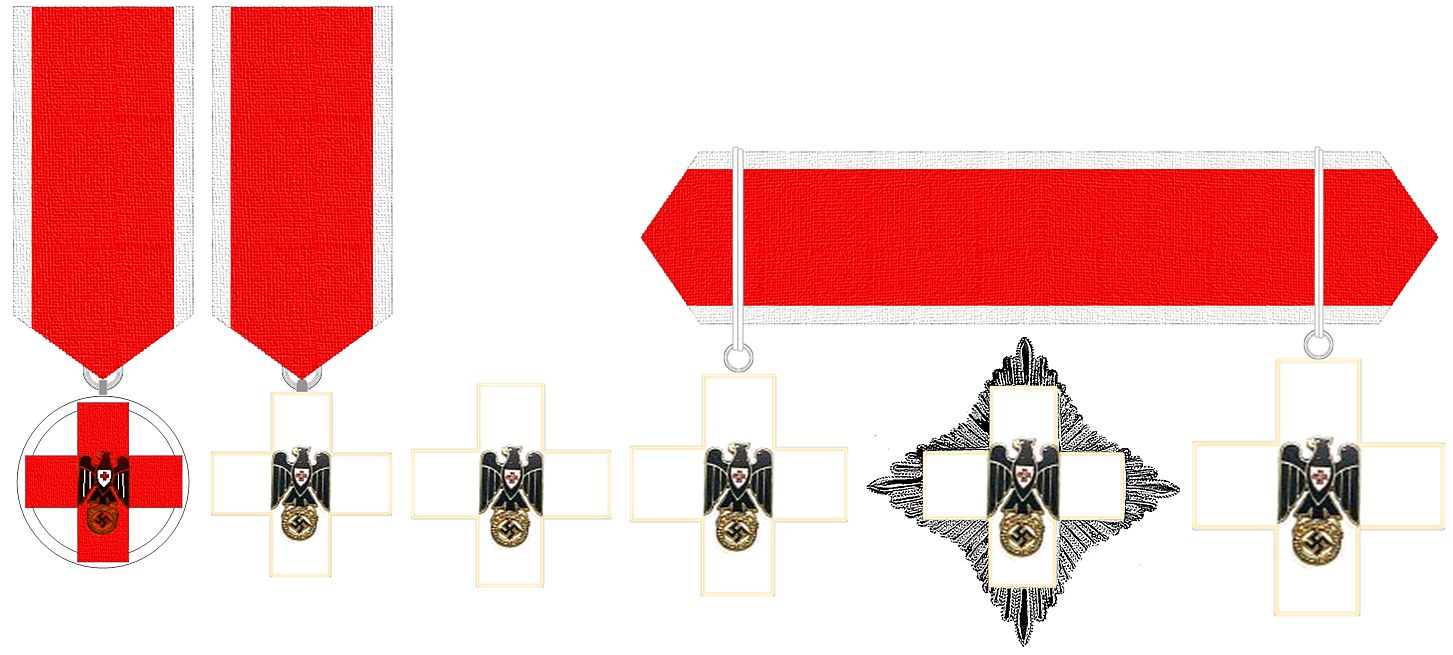
Lata 1937–1939

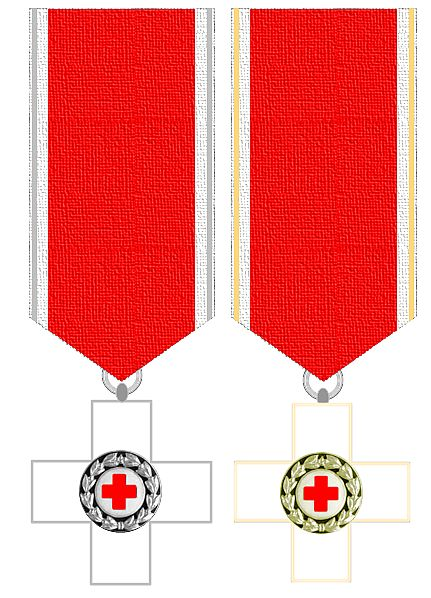
Od 1953

W latach 1922–1934 odznaka była podzielona na dwie klasy:
- Odznaka Honorowa I Klasy (Ehrenzeichen I. Klasse) – krzyż bez wstążki,
- Odznaka Honorowa II Klasy (Ehrenzeichen II. Klasse) – krzyż na wstążce przypinanej do piersi.

W 1934 podzielono ją na pięć klas:
- Gwiazda Odznaki Honorowej (Stern des Ehrenzeichens) – gwiazda orderowa bez wstążki
- Odznaka Honorowa I Klasy (Ehrenzeichen I. Klasse) – krzyż na wstędze na szyję
- Krzyż Zasługi Odznaki Honorowej (Verdienstkreuz des Ehrenzeichens) – krzyż bez wstążki
- Odznaka Honorowa (Ehrenzeichen) – krzyż na wstążce
- Krzyż Damski Odznaki Honorowej (Damenkreuz des Ehrenzeichens) – krzyż na kokardzie

W 1937 dodano swastyki i zreformowano w sześć klas:
- Krzyż Wielki Odznaki Honorowej (Großkreuz des Ehrenzeichens) – gwiazda orderowa i powiększony krzyż na wstędze na szyję,
- Gwiazda Odznaki Honorowej (Stern des Ehrenzeichens) – gwiazda orderowa bez wstążki,
- Odznaka Honorowa I Klasy (I. Klasse des Ehrenzeichens) – krzyż na wstędze na szyję,
- Krzyż Zasługi Odznaki Honorowej (Verdienstkreuz des Ehrenzeichens) – krzyż bez wstążki,
- Odznaka Honorowa II Klasy (II. Klasse des Ehrenzeichens) – krzyż na wstążce,
- Medal Odznaki Honorowej (Medaille des Ehrenzeichens) – okrągły medal z czerwonym krzyżem na awersie, na wstążce.

W 1939 odznaczenie zostało zlikwidowane i zastąpione Odznaką Honorową dla Niemieckiej Opieki Społecznej.
W 1953 odznaka została ustanowiona ponownie jako dwuklasowe odznaczenie:
- I Klasa w Złocie (1. Klasse in Gold) – złoty krzyż na wstążce,
- II Klasa w Srebrze (2. Klasse in Silber) – srebrny krzyż na wstążce.